# فرانک سجمن
 فرانک سجمن (انگلیسی: Frank Sedgman؛ زاده ۲۷ اکتبر ۱۹۲۷) یک تنیس‌باز اهل استرالیا است.